# Pepila nemoralis
Pepila nemoralis is een keversoort uit de familie bladkevers (Chrysomelidae). De wetenschappelijke naam van de soort werd in 2004 gepubliceerd door Biondi & D'Alessandro.